# New Cinema History
Nová historie kinematografie (New Cinema History) je hnutí mediálních historiků, které se věnuje přepisování filmové historie jako sociální historie filmových kultur, namísto pouhé historie umění filmu. Termín byl vytvořen Richardem Maltbym jako „soubor práce, která se zaměřuje na oběh a konzumaci filmu a zkoumá kino jako místo sociální a kulturní výměny“.  Maltbyho terminologie zčásti měla za cíl institucionalizovat a rozšířit do mezinárodního měřítka jeho předchozí desetiletou spolupráci s Melvynem Stokesem na výzkumu hollywoodského filmového publika    a překrývala se s utvářením sítě HoMER: Historie filmu, výstava a Recepce.
Nová historie kinematografie by měla klást důraz na specifičnost času a místa v sociálních dějinách a reflektovat publikum jako nestrukturované sociální shromáždění lidí, které se realizuje kvůli jedné události – to je zásadní rozdíl oproti abstraktním sociálním kategoriím jako ženské publikum, gay publikum, dětské publikum, apod. Jde spíš o sociální a kulturní historii, než o dějiny kinematografie v úzkém smyslu slova; vztahuje se výrazně k lokálním dějinám. Vyžaduje zajistit kapacitu výzkumu pro hromadění a srovnávání dat. Díky sdíleným standardům dat a protokolů je možná komparativní analýza napříč regionálními, národními a kontinentálními hranicemi – lokální dějiny přispívají k většímu obrazu a komplexnějšímu porozumění tomu, co Karel Dibbets nazývá „infrastrukturou kulturního života“.